# 德魯茨凱
51°18′58″N 31°9′26″E / 51.31611°N 31.15722°E

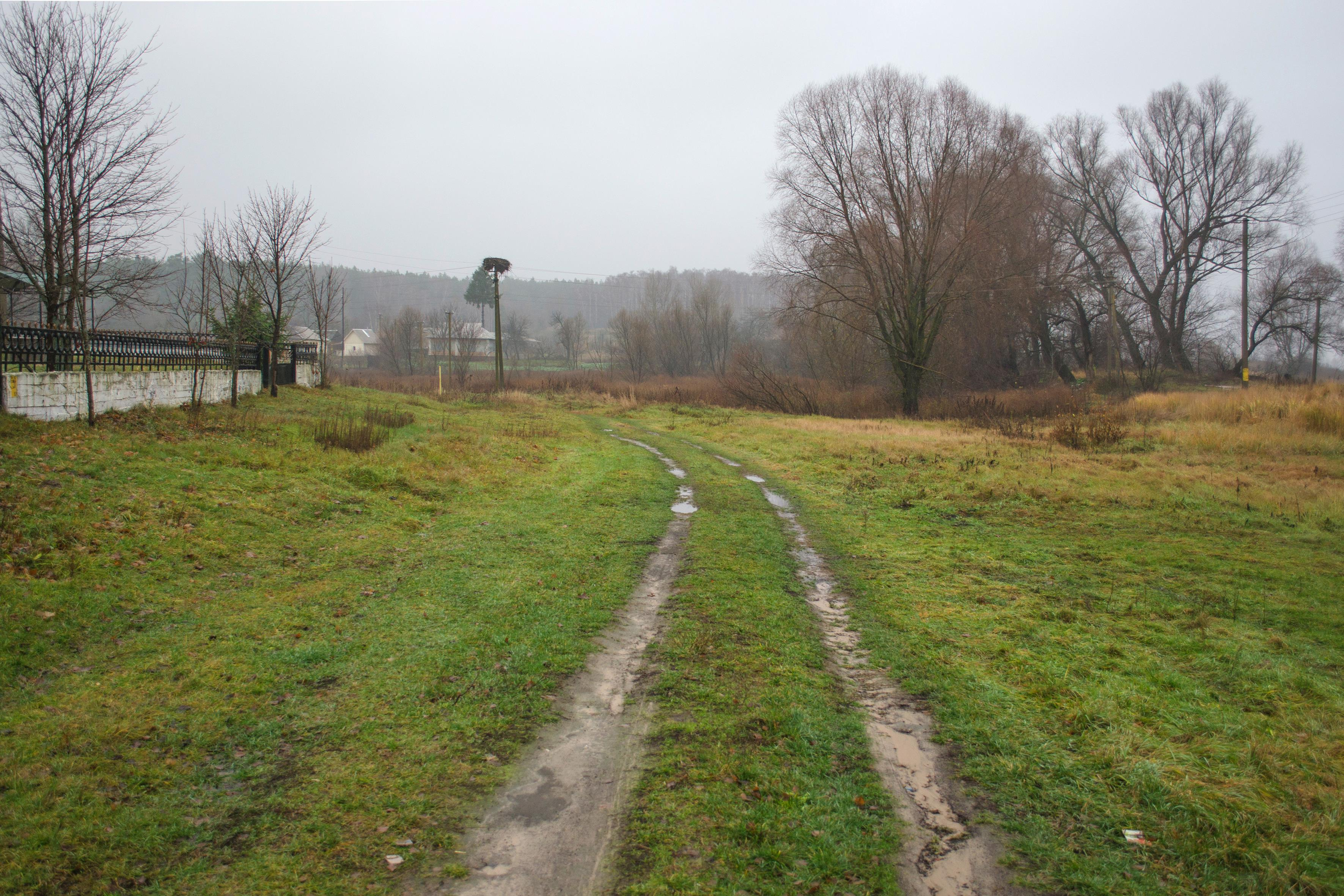

德魯茨凯（烏克蘭語：Друцьке），是烏克蘭北部切爾尼希夫州切爾尼希夫區伊萬尼夫卡市鎮的村落。始建於1709年，面積1.1平方公里，海拔高度108米，2001年人口186，人口密度每平方公里168.6人。